# 江苏有线

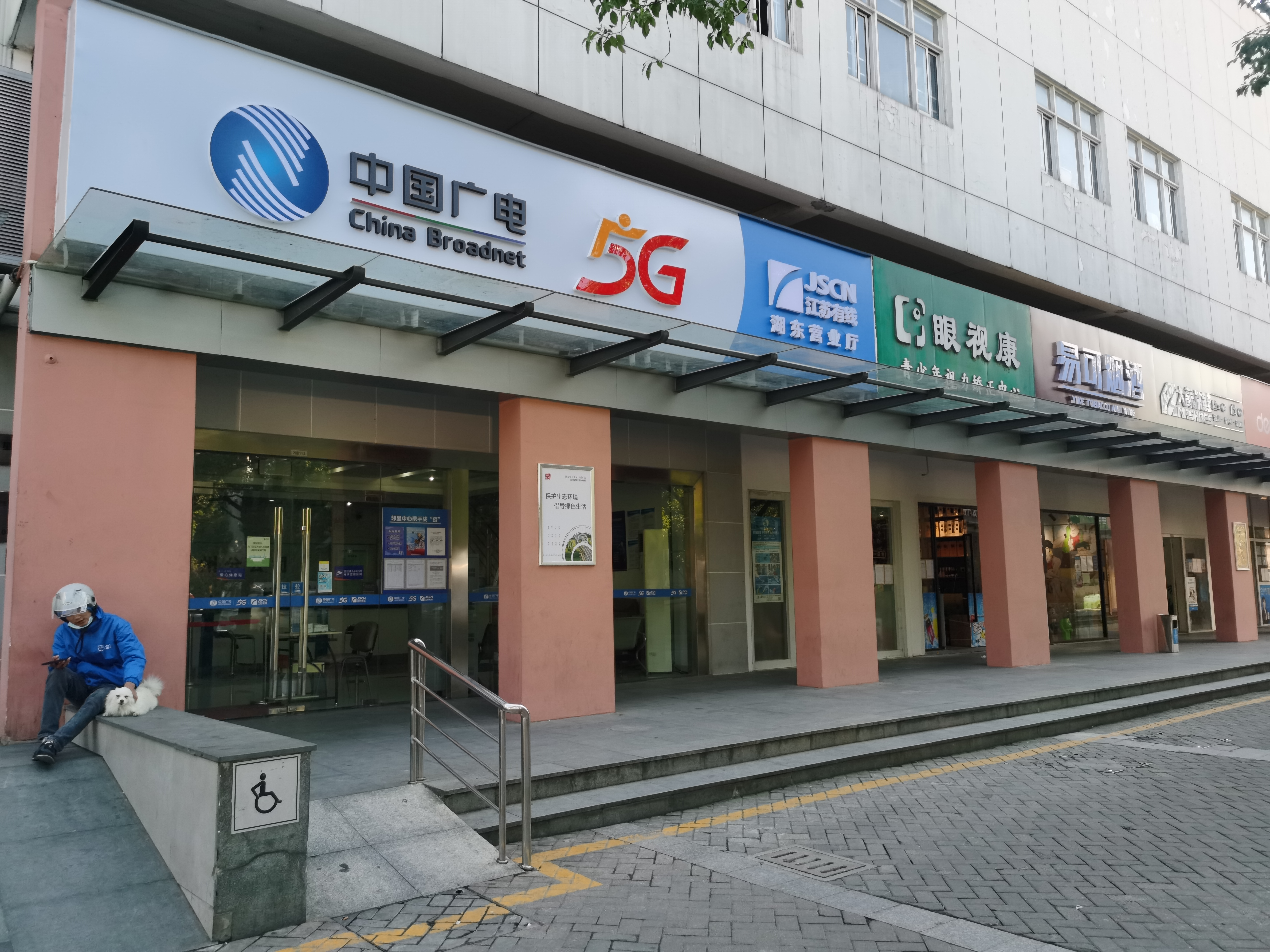
位于苏州市的一家营业厅，使用中国广电5G标志

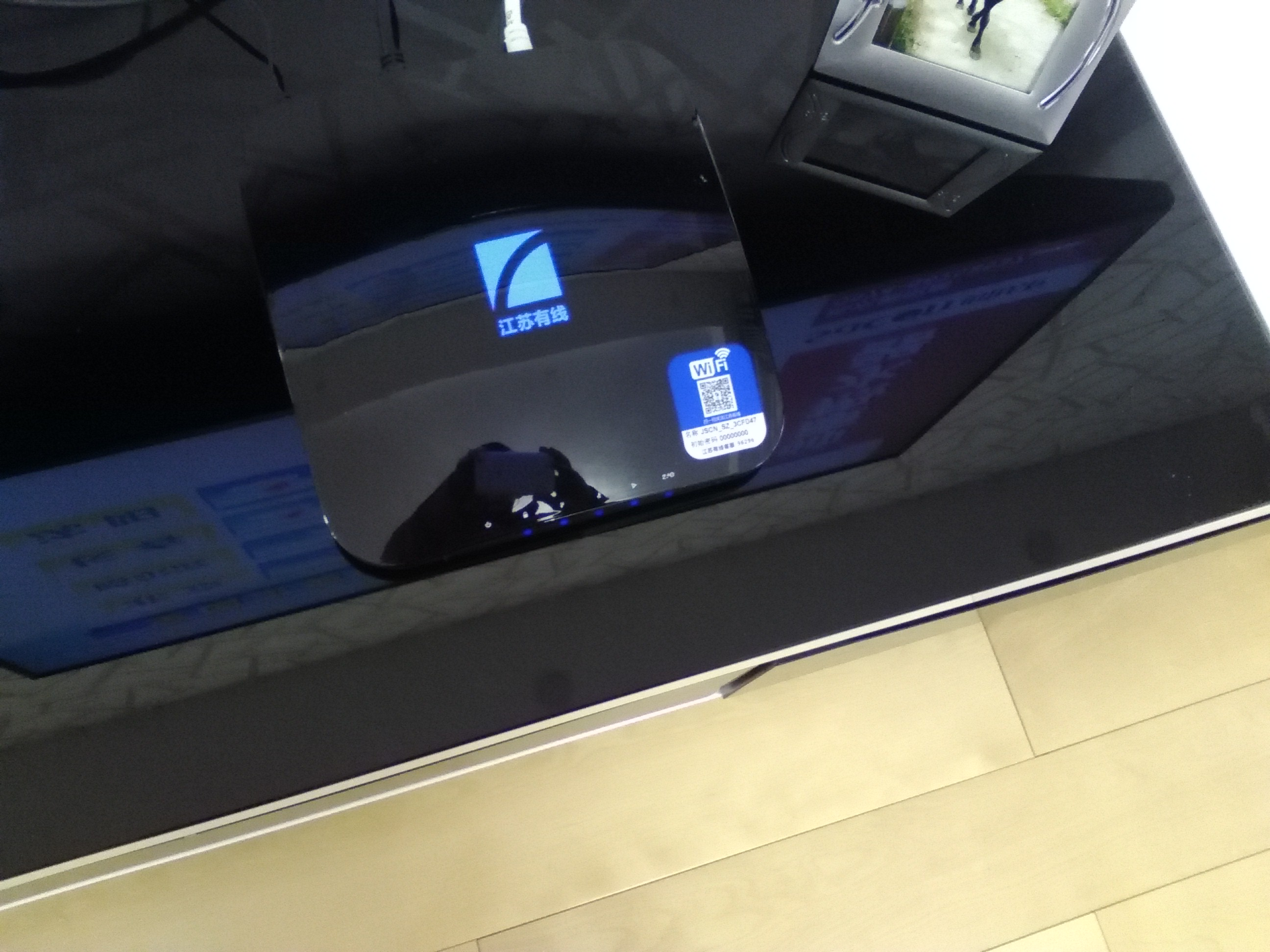
江苏有线机顶盒

江苏省广电有线信息网络股份有限公司（英语：Jiangsu Broadcasting Cable Information Network Corporation Limited，简称江苏有线及JSCN，上交所：600959）为中华人民共和国的一家有线电视网络经营企业。该公司于2008年4月29日成立，专门负责江苏全省广电网络的建设、有线电视运营、节目传输、数据宽带业务运营以及数字电视增值业务的开发与经营。总部位于江苏省南京市北京东路4号（与江苏省广播电视总台同在一个办公楼）。

## 历史
2008年7月21日，江苏省人民政府在南京召开“江苏省广播电视信息网络股份有限公司挂牌成立新闻发布会”。7月24日，时任中共江苏省委书记梁保华，中共江苏省委副书记、江苏省省长罗志军为公司开业揭牌，并为公司颁发企业法人营业执照。成立后，江苏省广电部门对10个市的有线电视网络进行整合，原有的市网统一并入省网。
2011年9月27日，公司更名为“江苏省广电有线信息网络股份有限公司”。2014年12月，全省广电网络整合工作基本完成。
2015年2月12日，江苏有线IPO申请获得通过，根据招股书，江苏有线拟发行不超过6亿股，募集资金47亿元人民币。2015年4月27日，江苏有线正式挂牌上市，为第7家中国大陆省级广电上市公司；上市当日，江苏有线发行股票价格为5.47元，其中网下发行5970万股，网上发行53730万股，当日开盘大涨44.06%遭秒停，收盘价7.88元。

## 子公司

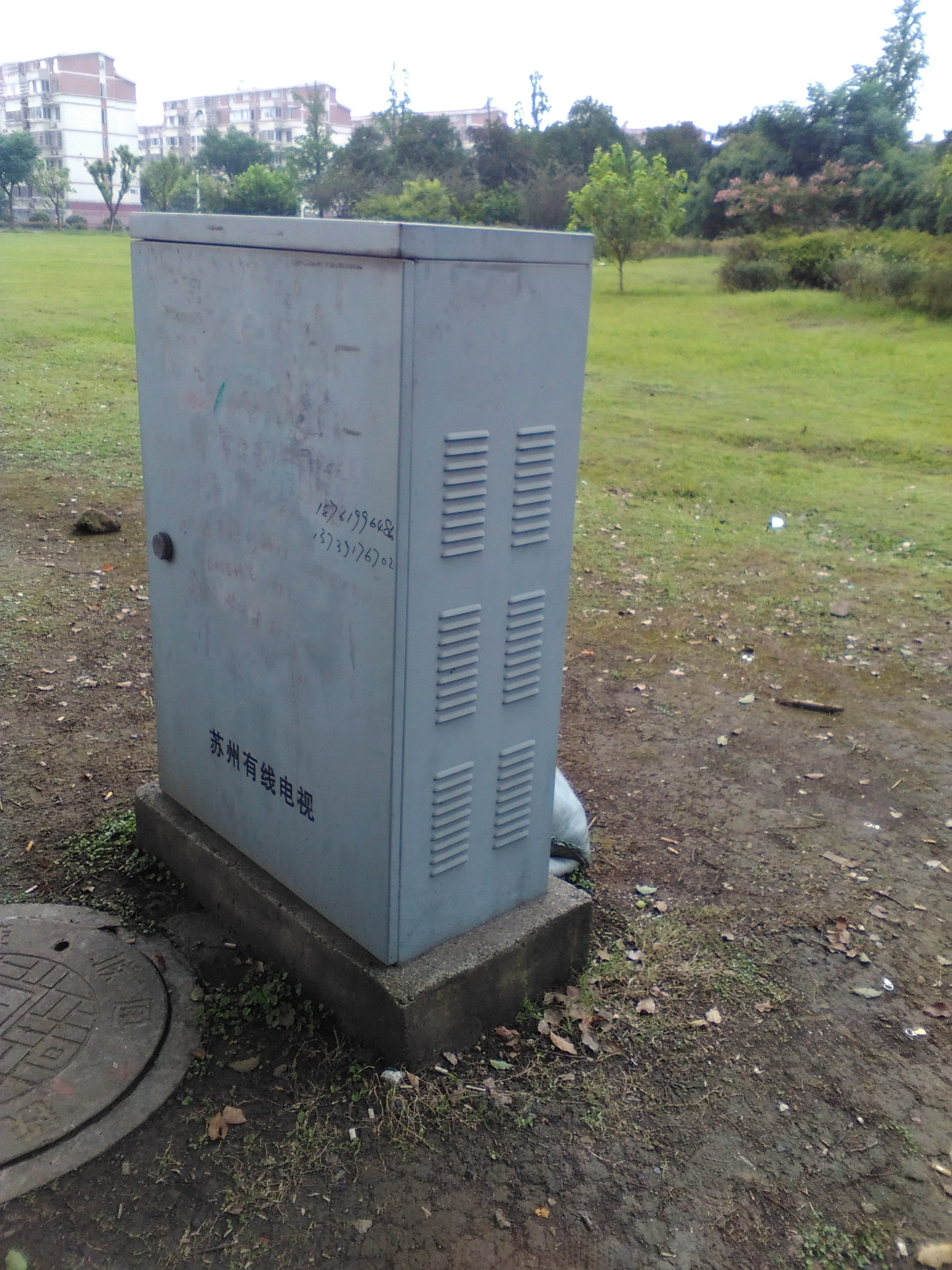
原苏州有线电视公司时期的线箱，该公司已更名为江苏有线苏州分公司

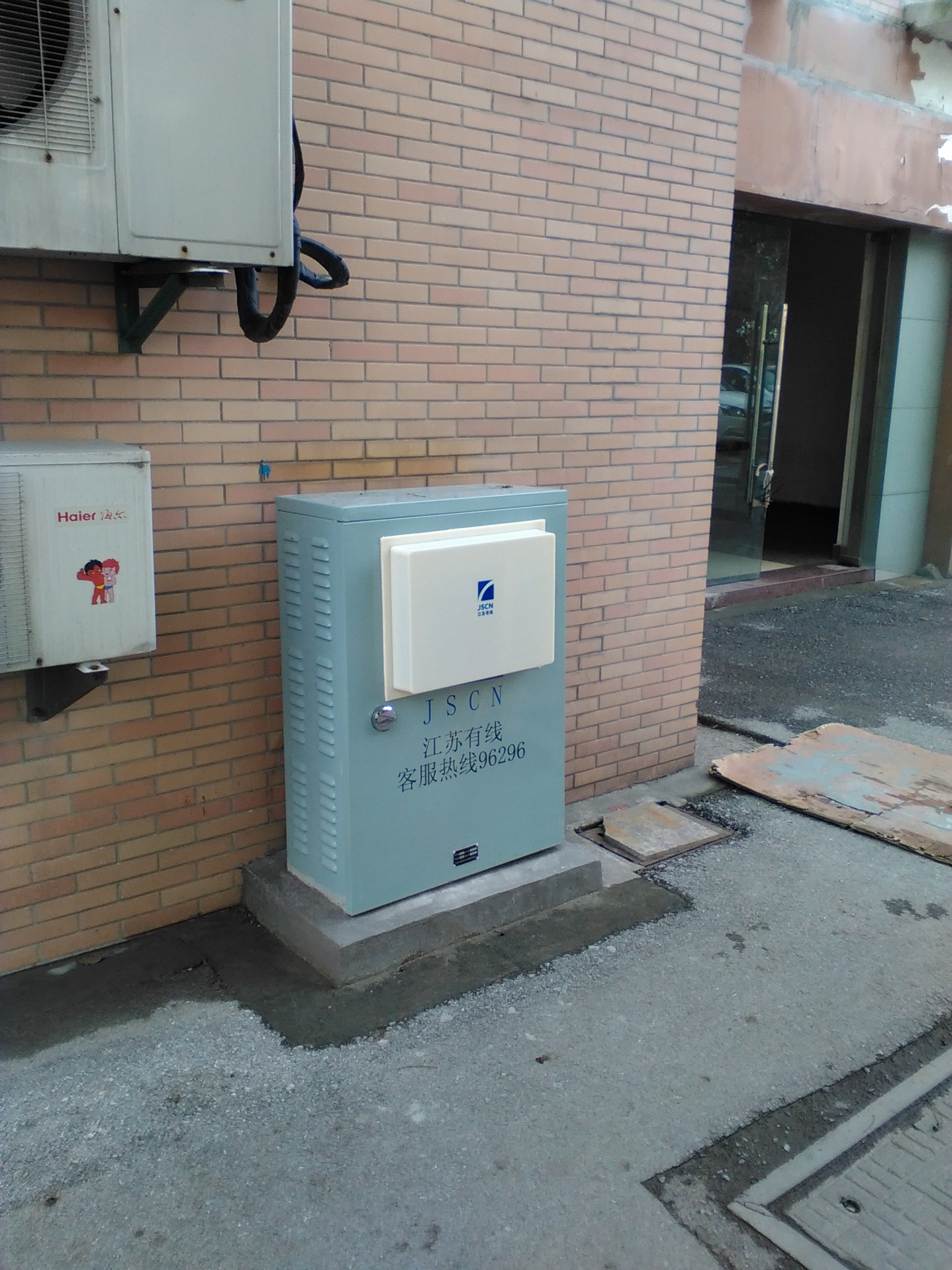
现行江苏有线线箱

根据国家“一省一网”的政策，江苏省各级有线电视网络公司（再之前是各地有线电视台网络部）入股到江苏有线（统一并入省网）以实现整合（例如南京的有线电视网络公司更名为江苏有线南京分公司）。而各郊区及县市有线电视公司于2014年11月统一更名为“江苏有线网络发展有限责任公司XX分公司”。徐州和南通地区当初未纳入省网（原属于中广有线），后来并入。2014年12月，全省广电网络整合工作基本完成。
现时江苏有线在13个地市设立了分公司，另设有“开博有线专修学院”和有线邦联新媒体科技有限公司。

## 业务
- 数字电视（包括基本频道和付费频道）
- 云媒体（智能电视业务品牌）
- 超高清（超高清直播点播业务品牌）
- 宽带
- 数据业务
- 大电视（新媒体平台）

## 腐败事件
2013年4月，常州民众举报江苏有线常州公司及武进广电公司（现江苏有线武进公司）的腐败问题，市民抱怨电视机顶盒质次价高，遥控器也会失灵。后经检察机关调查，发现机顶盒生产企业和代理及经销商为进入常州市场增加销售量，以回扣形式向当地广电网络公司相关人员行贿。2015年5月，武进广电公司原副总经理李兆方因犯受贿罪被法院判处有期徒刑四年，此外，在其余涉案的20人中，已有过半宣判。